# Гексамерон (музыка)
Гексамерон (фр. Hexaméron), S.392 ― коллективное произведение для фортепиано соло, состоящее из шести вариаций на тему марша из оперы Винченцо Беллини «Пуритане».
Идея сочинения принадлежит принцессе Кристине Тривульцио Бельджойозо, в 1837 году попросившей Ференца Листа вместе с пятью его друзьями-пианистами составить набор вариаций. Сам Лист сочинил вступление, вторую вариацию, соединительные части и финал, тем самым придав произведению художественную целостность. По одной вариации написали пять известных композиторов-исполнителей: Фридерик Шопен, Карл Черни, Анри Герц, Иоганн Петер Пиксис и Сигизмунд Тальберг.
Принцесса Бельджойозо заказала «Гексамерон» для благотворительного концерта для бедных, который состоялся 31 марта 1837 года в Париже. Музыканты не успели написать произведение вовремя, но концерт прошёл по расписанию. Изюминкой концерта стала фортепианная «дуэль» между Тальбергом и Листом за звание «величайшего пианиста в мире». Принцесса Бельджойозо объявила о своём дипломатическом решении: «Тальберг ― лучший пианист на свете, Лист ― единственный».
«Гексамерон» делится на девять частей (в скобках ― фамилия композитора, написавшего данную часть):
1. Вступление: Extremement lent (Лист)
2. Тема: Allegro martziale (Беллини, транскрипция Листа)
3. Вариация I: Ben marcato (Тальберг)
4. Вариация II: Moderato (Лист)
5. Вариация III: di bravura (Пиксис) ― Ritornello (Лист)
6. Вариация IV: Legato e grazioso (Герц)
7. Вариация V: Vivo e brillante (Черни) ― Fuocoso molto energico; Lento quasi recitativo (Лист)
8. Вариация VI: Largo (Шопен) ― (coda) (Лист)
9. Финал: Molto vivace quasi prestissimo (Лист)

Пьесу записали многие пианисты, в их числе ― Ингольф Вундер, Рэймонд Левенталь, Лесли Ховард, Франческо Николози и Марк-Андре Амлен.
Лист сделал аранжировки «Гексамерона» для фортепиано с оркестром (S.365b) и для двух фортепиано (S.654).
В 2009 году шесть композиторов-пианистов из Нью-Йорка ― Мэтью Кэмерон, Корбин Бейснер, Симона Феррарези, Квентин Ким, Грег Андерсон и Хваен Чуци ― создали свои собственные вариации на основе марша Беллини. Премьера этого произведения состоялась на фестивале Американского общества Листа в 2010 году в Линкольне (Небраска).